# Huttenschlösschen (Würzburg)

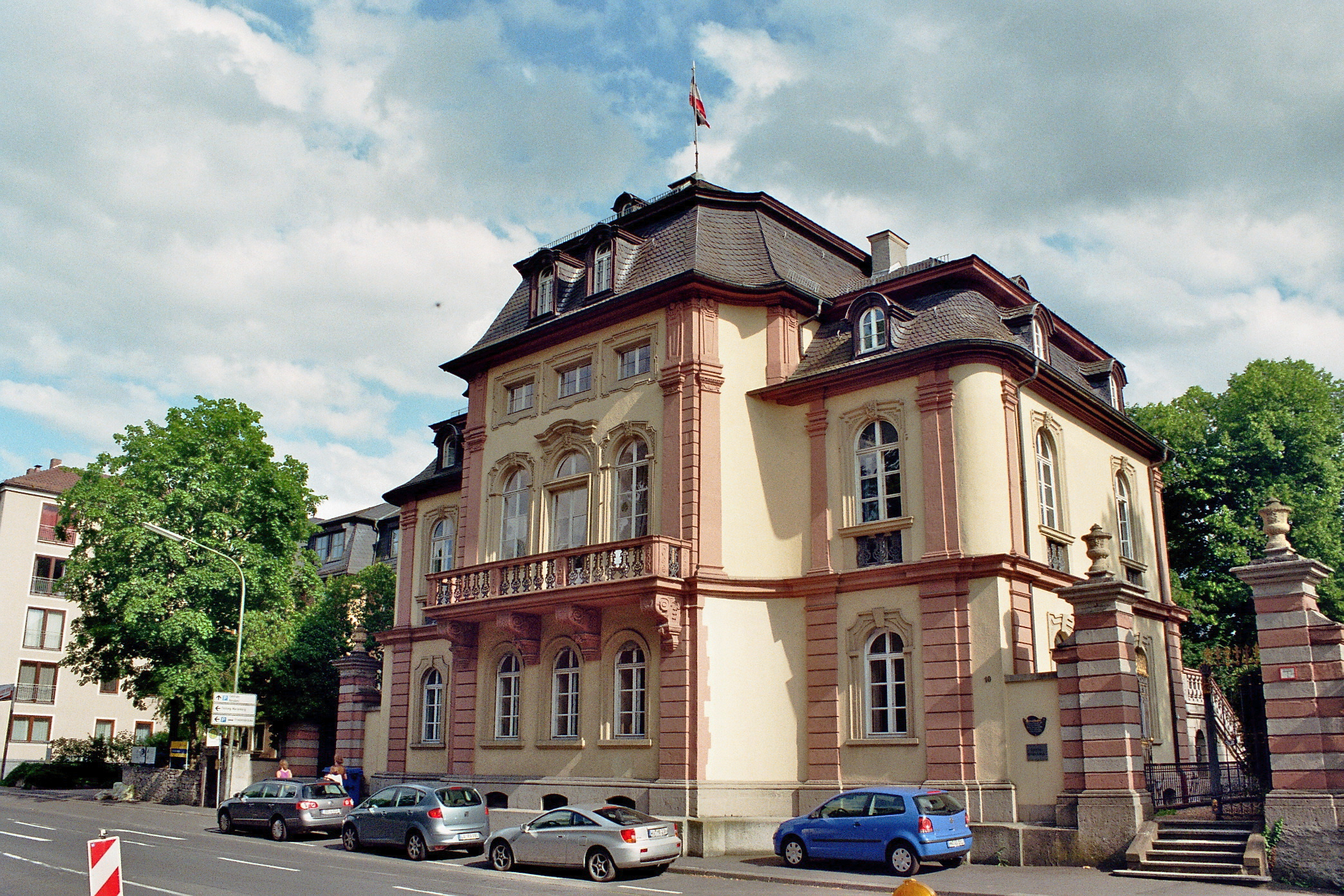
Huttenschlösschen in der Sanderglacisstraße, 2010

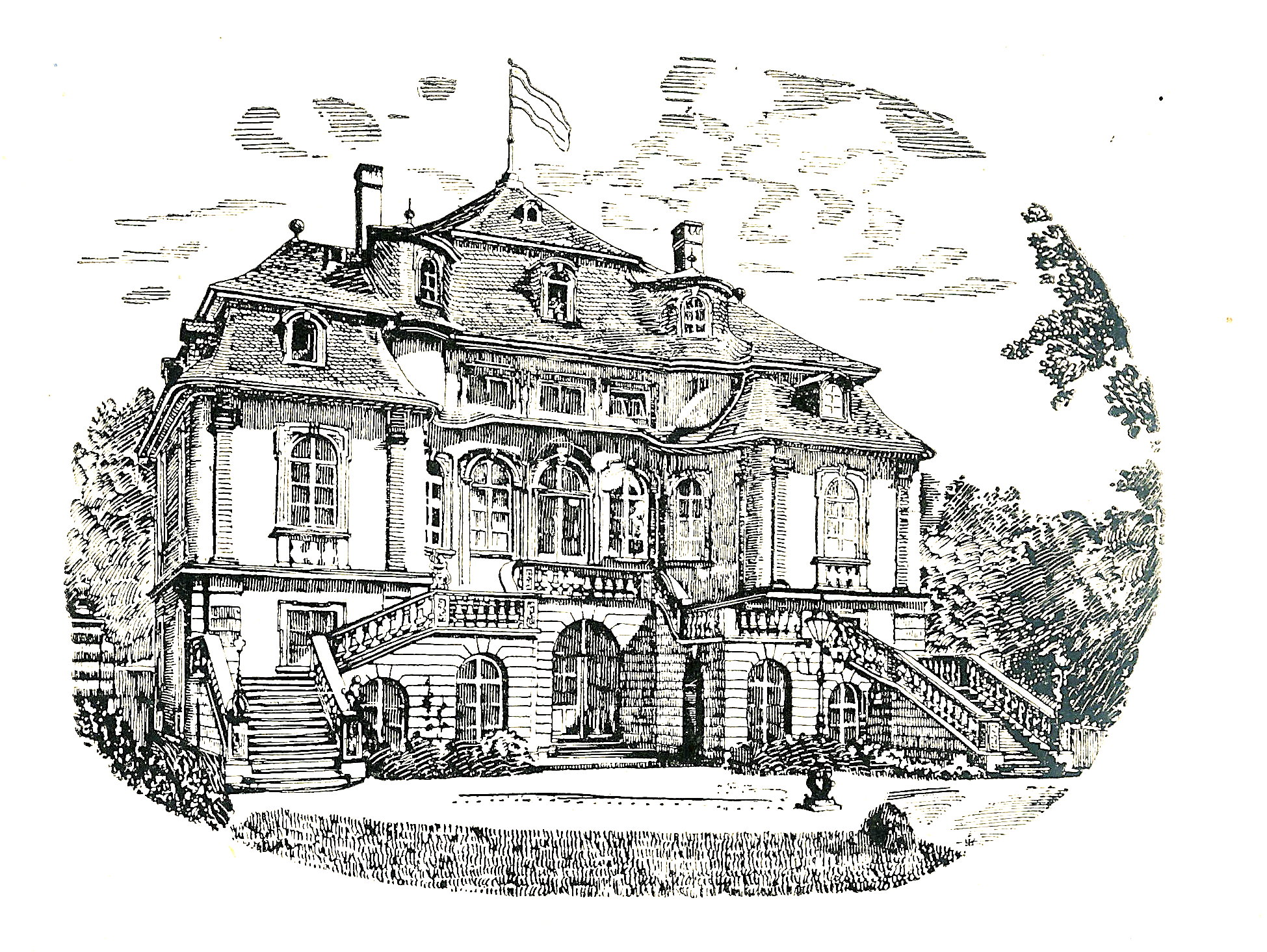
Corpshaus 1910, Blick von der Gartenseite

Das Huttenschlösschen ist ein um 1720 als Sommerresidenz erbautes barockes Anwesen in Würzburg, das im Zweiten Weltkrieg stark zerstört und danach wiederaufgebaut wurde. Bereits seit 1884 wird es als Korporationshaus der Studentenverbindung Corps Rhenania Würzburg genutzt.

## Barockes Repräsentationsobjekt

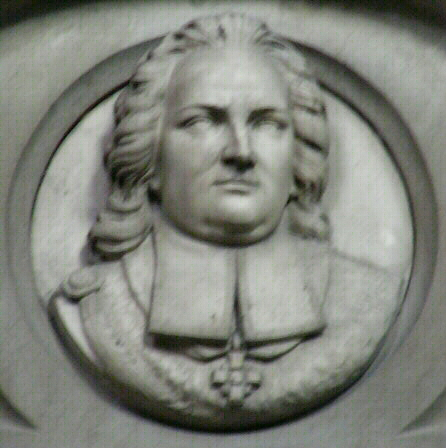
Darstellung des Fürstbischofs Christoph Franz von Hutten auf seinem Epitaph im Würzburger Dom

Das Gebäude wurde in den Jahren 1719 bis 1721 vom damaligen Domdekan und späteren Fürstbischof Christoph Franz von Hutten (1673–1729) als privates Sommerschlösschen („Lusthaus“) in einem repräsentativen Park erbaut. Architekt war aufgrund von neuen Archivalienfunden eindeutig der damalige Hofbaumeister Joseph Greissing, dessen Planungen ein seinerzeit sehr berühmtes Gartenpalais in Wien zum Vorbild hatten.  Möglicherweise wollte Christoph Franz von Hutten, er war Anführer der Anti-Schönborn-Partei im Domkapitel, mit dem Bauwerk seinen Anspruch auf die Position des Fürstbischofs untermauern, in die er dann 1724 tatsächlich gewählt wurde. Entsprechend dieser Rangerhöhung erfolgte eine weitere Ausgestaltung der Gartenanlage 1724 bis 1729. Das Ensemble aus Schlösschen und Park wurde im Südwesten der Stadt direkt außerhalb der damals noch bestehenden Stadtbefestigung errichtet. Während der Park zur öffentlichen Nutzung freigegeben wurde, blieb das Schlösschen dem Hausherrn vorbehalten. Eine im Mauerwerk eingemeißelte Inschrift bezeugte das Konzept: „publicae amoenitati et privatae salubritati“ (Zur öffentlichen Annehmlichkeit und zur eigenen Gesundheit).
Im Jahre 1803 verkaufte die Familie von Hutten die Grundstücksparzelle und das Gebäude. Danach hatte die Immobilie bis zum Jahre 1884 sechs verschiedene Besitzer. Als um die Mitte des 19. Jahrhunderts die Entfestung Würzburgs begann, also der Rückbau der alten militärischen Befestigungsanlagen, wurde der Park zunehmend durch den Bau von Mietshäusern zerteilt. Im Jahre 1854 hatte der Hutten’sche Garten um das Gebäude nur noch ein Zehntel der ursprünglichen Größe und das Grundstück verwahrloste zunehmend.

## Zeit als Corpshaus
Im November 1884 erwarb die Altherrenschaft des Corps Rhenania Würzburg Grundstück und Gebäude. Das Schlösschen und vor allem der große Festsaal wurden renoviert, die Stuckdecke wurde erneuert und neu ausgemalt.
Bis um 1900 erfolgten im Zuge der Mainuferregulierung weitere städtebauliche Maßnahmen, die das Gelände um das Schlösschen maßgeblich veränderten. Beim Bau der Ludwigsbrücke und des Hochkais wurde das Gelände um das Schlösschen um 1,6 Meter aufgeschüttet. Das Huttenschlösschen wurde deshalb in den Jahren 1904/1905 abgetragen, vom Mainufer etwas aufwärts an seinen heutigen Standort (Sanderglacisstraße 10) transloziert und mit Rekonstruktion der Freitreppe und der historischen Stuckdecken weitgehend mit den Originalmaterialien wieder aufgebaut. Dabei wurde es auch unterkellert. Das Gebäude wurde zusammen mit den beiden Seitentoren um 90 Grad gedreht, dadurch entstand zugleich ein Achsenbezug zum neuen Ringpark, an der Stelle der ehemaligen Stadtbefestigung. Die Gartenparzelle um das Gebäude erinnerte an die alte Funktion als Gartenschlösschen, sie wurde in den 1970er Jahren abermals verkleinert. 
Beim Bombenangriff auf Würzburg am 16. März 1945 wurden zwei Drittel des Gebäudes beschädigt. Das Dach, das Dachgeschoss, die Decken über dem ersten Stock und dem Erdgeschoss, der Balkon zur Straße hin und die gesamte Inneneinrichtung wurden zerstört. Nur die massiven Außen- und Innenwände blieben stehen. Erhalten blieben auch diejenigen Deckenstuckaturen des Saales, welche zeitweilig nach München ausgelagert waren. Im Jahre 1950 baute das Corps Rhenania das Huttenschloss wieder auf. Das Richtfest des Wiederaufbaus wurde am 8. Dezember 1951 gefeiert.

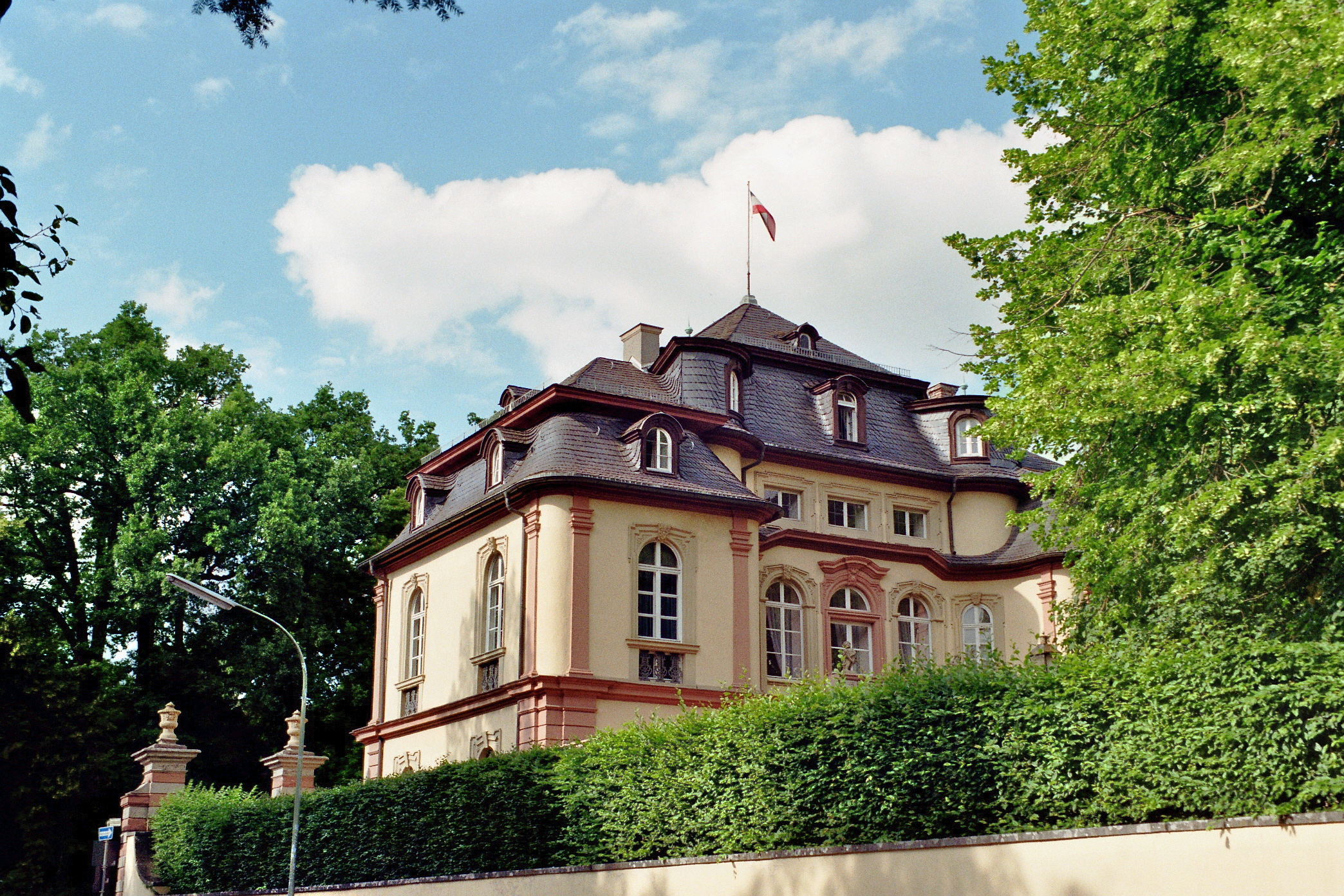
Huttenschlösschen, Rückansicht im Jahre 2010
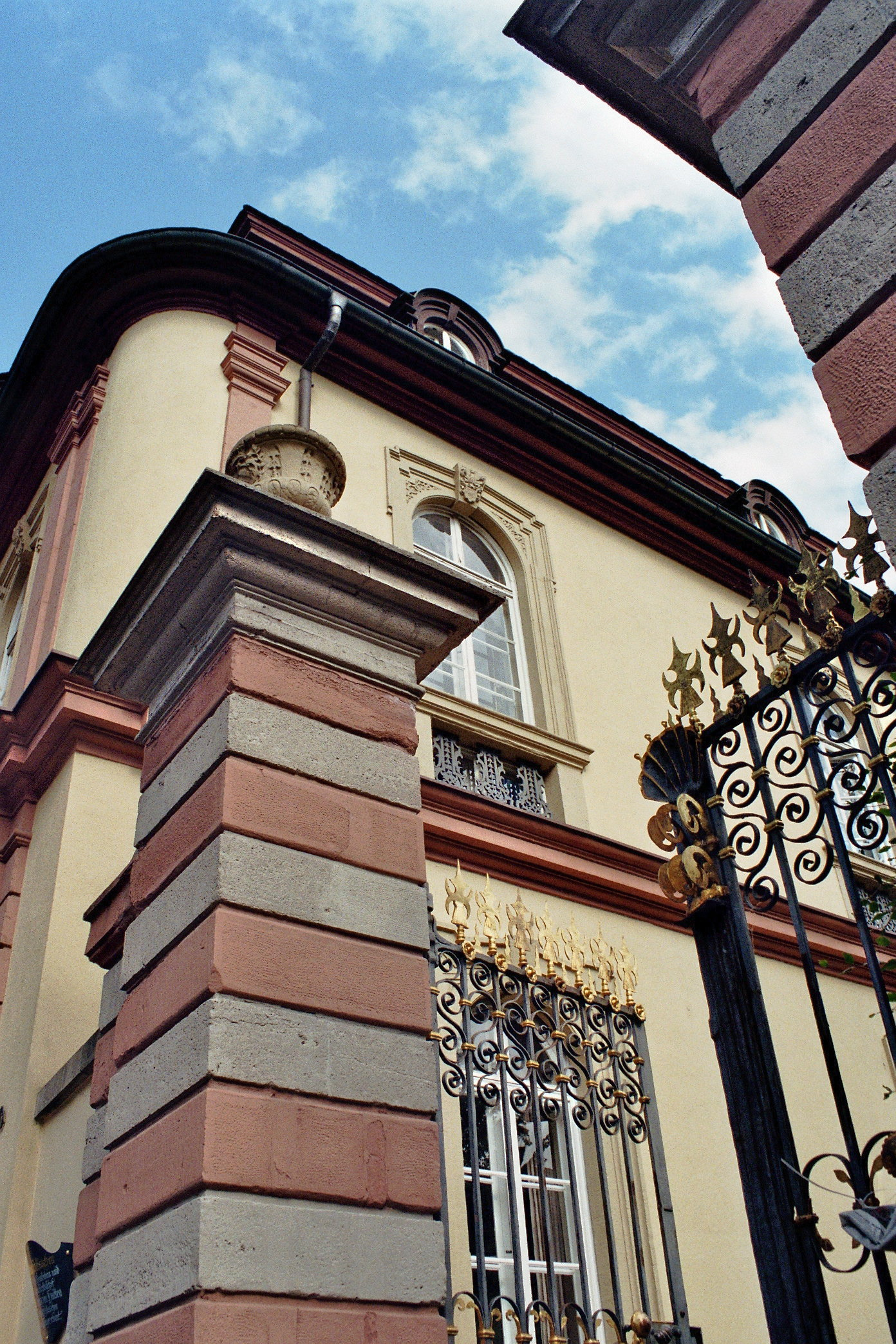
Detail des Einfahrtstors
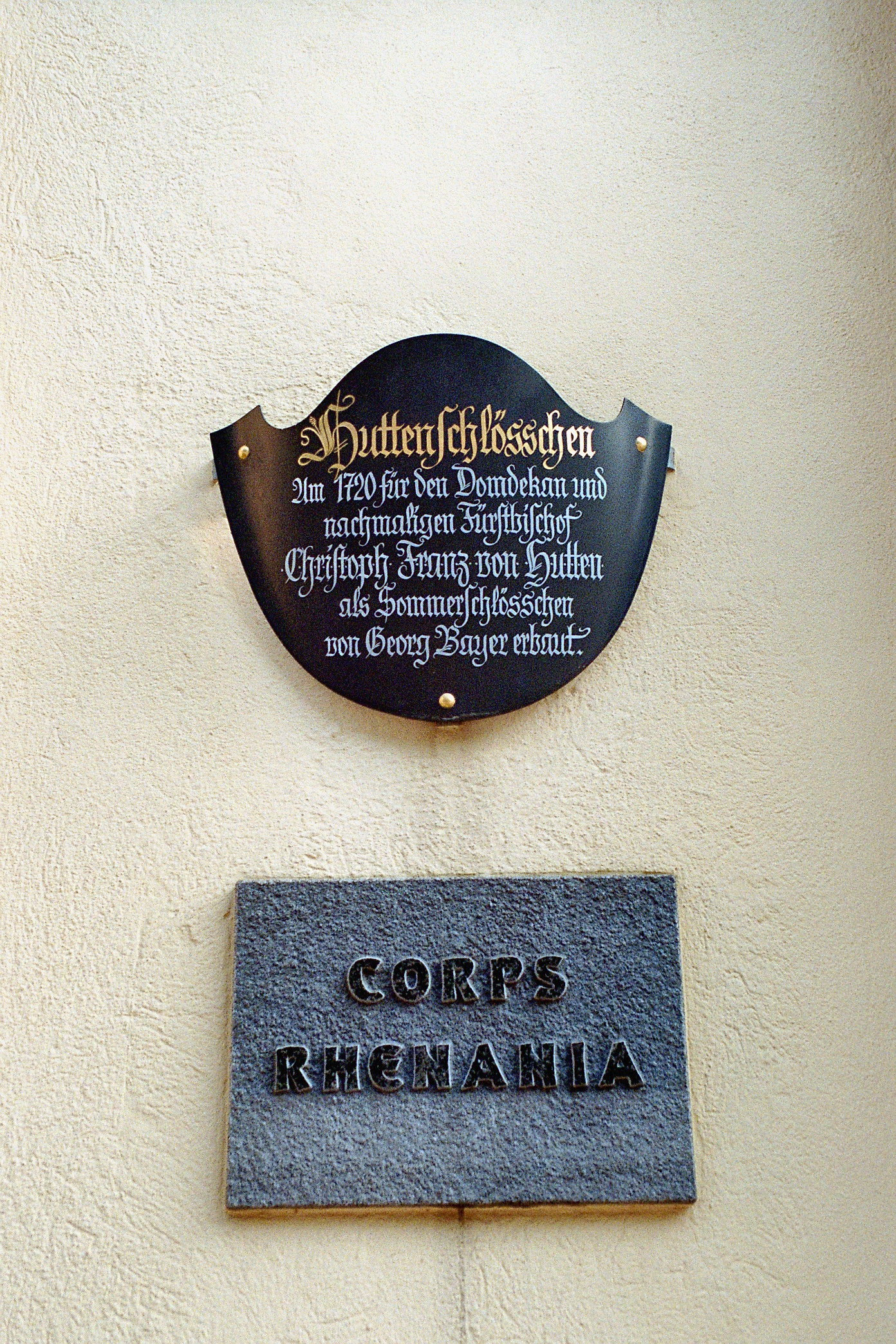
Schilder am Gebäude (Die Nennung G. Bayers ist ein Irrtum.)